# La Granja, Jungapeo
La Granja är en ort i Mexiko.   Den ligger i kommunen Jungapeo och delstaten Michoacán de Ocampo, i den södra delen av landet, 140 km väster om huvudstaden Mexico City. La Granja ligger 1 471 meter över havet och antalet invånare är 427.
Terrängen runt La Granja är huvudsakligen lite bergig. La Granja ligger nere i en dal som går i nord-sydlig riktning. Runt La Granja är det ganska tätbefolkat, med 139 invånare per kvadratkilometer. Närmaste större samhälle är Heróica Zitácuaro, 14,5 km öster om La Granja. I omgivningarna runt La Granja växer huvudsakligen savannskog.